# Strøby Kirke
Strøby Kirke er en kirke i Strøby i Stevns Kommune. Kirken er opført mellem 1075 og 1120 i kvadersten af kridt. Kirken ejer 12 hektar jord som er forpagtet til landbrug.